# Jadyn Wong
Jadyn Wong (Medicine Hat, Alberta) es una actriz canadiense. Tiene un cinturón negro en kárate y es también pianista clásica. Empezó a actuar en 2006.

## Educación y vida tempranas
Es hija de inmigrantes de Hong Kong. Se graduó en el Medicine Hat High School. Estuvo estudiando Comercio en la Universidad de Calgary, pero decidió dedicarse a la actuación a tiempo completo. 

## Carrera
Entre 2014 y 2018, Wong ha sido una de las protagonista de la serie de televisión Scorpion, como Happy Quinn, que salía al aire en la CBS.

## Filmografía
| Año  | Título                   | Papel                           | Notas        |
| ---- | ------------------------ | ------------------------------- | ------------ |
| 2009 | Space Buddies            | Reportera china                 |              |
| 2010 | The Letters              | April Jung                      | Cortometraje |
| 2012 | Cosmopolis               | Entrevistadora del Canal Dinero |              |
| 2014 | Debug                    | Diondra                         |              |
| 2016 | Me estás matando, Susana |                                 |              |

| Año       | Título                | Papel                        | Notas                                             |
| --------- | --------------------- | ---------------------------- | ------------------------------------------------- |
| 2006      | Broken Trail          | Ghee Luna (#1)               | Miniserie                                         |
| 2008      | Stargate Atlantis     | Sin Nombre Duplicador/Asuran | Temporada 5, Episodio 5 "Fantasma en la Máquina". |
| 2010      | Caprica               | Maestra de juego             | 2 episodios                                       |
| 2011      | Rookie Blue           | María Vu                     | Episodio: "Brotherhood"                           |
| 2011      | Being Erica           | Rachel                       | 6 episodios                                       |
| 2011      | Stay with Me          | Li                           | Telefilm de CTV                                   |
| 2014      | Lost Girl             | Dao Ming                     | Episodio: "Destiny's Child"                       |
| 2014      | Working the Engels    | Shirl                        | Episodio piloto                                   |
| 2014      | Spun Out              | Esther Ala                   | Episodio: "Carpoolers"                            |
| 2014      | Noth with My Daughter | Molly                        | Telefilm                                          |
| 2014-2018 | Scorpion              | Happy Quinn                  | Reparto principal                                 |